# Pelmorex
Pelmorex Media Inc. est une société canadienne dans le domaine des médias basée à Oakville, une banlieue de Toronto, Ontario. Elle possède les postes de météorologie en continu The Weather Network (marché anglophone) et MétéoMédia (marché francophone). Pelmorex détient aussi Eltiempo Previsto, S.L.U., le principal fournisseur multiplateforme de renseignements en météorologie en Espagne et le site américain Beat The Trafic d'information sur la circulation automobile. Pelmorex est détenu à 59,64 % par Pierre L. Morrissette, alors que 10,36 % appartient à des investisseurs canadiens et 30 % à The Weather Channel aux États-Unis.

## Histoire
Pierre L. Morrissette, natif de Montréal au Québec, fait carrière dans le domaine bancaire avant de se lancer dans celui des communications en 1977 chez Telemedia Communications Inc. En 1989, il lance sa propre compagnie, Pelmorex, et acquiert plusieurs postes de radio francophones et anglophones dans les petits marchés du nord de la province de l'Ontario.
En 1993, SNC Lavalin, qui a lancé les postes The Weather Network/MétéoMédia basés à Montréal, les met en vente et c'est Pelmorex qui se porte acquéreur. Les services anglophones et la plupart du personnel sont alors transférés à Oakville près de Toronto, seule la partie francophone (MétéoMédia) demeure à Montréal. En 1998 et 1999, la société s'est départie des postes de radio au profit de Telemedia et Haliburton Broadcasting Group.
En 2006, Pelmorex a acheté World Weatherwatch de Markham, Ontario. Cette compagnie fondée en 1976 est un consultant en météorologie pour plusieurs clients importants comme le ministère des transports de l'Ontario, Hydro One, la centrale nucléaire de Bruce et plusieurs villes ontariennes. Le 10 septembre 2012, Pelmorex a diversifié ses activités commerciales en faisant l'acquisition du prestataire américain de services de navigation et de circulation Beat The Trafic,.
La compagnie s'implante également en Europe en 2012 avec l'achat du site de météo ElTiempo.es d'Espagne. Elle s'est poursuivie au début de 2014  avec l'ouverture d'une version locale de The Weather Network en Angleterre.